# Kazachse parlementsverkiezingen 2021
De Kazachse parlementsverkiezingen van 2021 vonden op 10 januari van dat jaar plaats en werden tegelijkertijd gehouden met de lokale verkiezingen. De dominerende partij van het land, Noer Otan, die als sinds de jaren negentig aan de macht is, bleef met 76 zetels veruit de grootste partij in de Majilis (lagerhuis). In alle regionale parlementen behaalde de regeringspartij eveneens comfortabele meerderheden.
In aanloop naar de verkiezingen werden er betogers opgepakt. Onafhankelijke partijen boycotten de verkiezingen en bijgevolg namen alleen regeringsgezinde partijen deel aan de verkiezingen. De opkomst was met 63% vrij laag.

## Verkiezingsuitslag
| Samenstelling Majilis van Kazachstan na de verkiezingen van 2021 |                                              |           |         |          |          |  |
| Politieke partij                                                 | Politieke partij                             | Stemmen   | %       | Zetels   | Verschil |  |
|                                                                  | Amanat                                       | 5.148.074 | 71,09%  | 76 / 107 | 8        |  |
|                                                                  | Ak Zhol                                      | 792.828   | 10,95%  | 12 / 107 | 5        |  |
|                                                                  | Volkspartij van Kazachstan                   | 659.019   | 9,10%   | 10 / 107 | 3        |  |
|                                                                  | Auyl Volksdemocratische Patriottische Partij | 383.023   | 5,29%   | 0 / 107  | -        |  |
|                                                                  | Adal                                         | 258.618   | 3,57%   | 0 / 107  | -        |  |
|                                                                  | Vergadering van het Volk van Kazachstan      |           |         | 9 / 107  | -        |  |
|                                                                  |                                              |           |         |          |          |  |
| Totaal                                                           | Totaal                                       | 7.241.562 | 100,00% | 107      | 0        |  |
| Opkomst                                                          | Opkomst                                      | Opkomst   | 63,25%  |          |          |  |
| Bron: OSK                                                        |                                              |           |         |          |          |  |